# Slovenska republiška liga 1958-1959
La Slovenska republiška nogometna liga 1958./59. (it. "Campionato calcistico della Repubblica di Slovenia 1958-59") fu la undicesima edizione del campionato della Repubblica Popolare di Slovenia. In questa stagione era nel terzo livello della piramide calcistica jugoslava.
Dopo tre anni vennero soppresse le Zonske lige, le leghe di zona, e le varie repubbliche jugoslave ripresero ad organizzare i propri campionati.

Il campionato venne vinto dal Branik Maribor, al suo primo titolo nella competizione. Questa vittoria diede loro l'accesso agli spareggi per la Druga Liga 1959-1960.
Il capocannoniere del torneo fu Feri Maučec, del Mura, con 29 reti.

## Squadre partecipanti
| Squadra    | Città          | Stagione 1957-58 | Stagione 1957-58                |
| Squadra    | Città          | Pos.             | Divisione                       |
| ---------- | -------------- | ---------------- | ------------------------------- |
| Branik     | Maribor        | 6°               | I Zonska liga                   |
| ŽNK        | Lubiana        | 10°              | I Zonska liga                   |
| Krim       | Lubiana        | 1°               | Ljubljansko-primorska liga      |
| Triglav    | Kranj          | 2°               | Ljubljansko-primorska liga      |
| Grafičar   | Lubiana        | 3°               | Ljubljansko-primorska liga      |
| Slovan     | Lubiana        | 4°               | Ljubljansko-primorska liga      |
| Izola      | Isola d'Istria | 5°               | Ljubljansko-primorska liga      |
| Jesenice   | Jesenice       | 7°               | Ljubljansko-primorska liga      |
| Rudar      | Trbovlje       | 1°               | Liga Varaždin-Maribor-Celje     |
| Kladivar   | Celje          | 2°               | Liga Varaždin-Maribor-Celje     |
| Železničar | Maribor        | 3°               | Liga Varaždin-Maribor-Celje     |
| Mura       | Murska Sobota  | 1°               | Mariborska podzveza - I. razred |

## Classifica
|  | Pos. | Squadra            | Pt | G  | V  | N | P  | GF | GS | QR    |
|  | ---- | ------------------ | -- | -- | -- | - | -- | -- | -- | ----- |
|  | 1.   | Branik Maribor     | 36 | 22 | 17 | 2 | 3  | 74 | 26 | 2,846 |
|  | 2.   | Rudar Trbovlje     | 31 | 22 | 14 | 3 | 5  | 58 | 31 | 1,870 |
|  | 3.   | Kladivar Celje     | 28 | 22 | 12 | 4 | 6  | 58 | 41 | 1,414 |
|  | 4.   | Železničar Maribor | 27 | 22 | 11 | 5 | 6  | 48 | 33 | 1,454 |
|  | 5.   | ŽNK Lubiana        | 26 | 22 | 11 | 4 | 7  | 44 | 35 | 1,257 |
|  | 6.   | Triglav            | 22 | 22 | 9  | 4 | 9  | 43 | 43 | 1,000 |
|  | 7.   | Mura               | 21 | 22 | 9  | 3 | 10 | 66 | 58 | 1,137 |
|  | 8.   | Krim Lubiana       | 19 | 22 | 7  | 5 | 10 | 40 | 42 | 0,952 |
|  | 9.   | Izola              | 16 | 22 | 5  | 6 | 11 | 28 | 45 | 0,622 |
|  | 10.  | Grafičar Lubiana   | 16 | 22 | 5  | 6 | 11 | 34 | 57 | 0,596 |
|  | 11.  | Slovan Lubiana     | 15 | 22 | 4  | 7 | 11 | 26 | 50 | 0,520 |
|  | 12.  | Jesenice           | 7  | 22 | 3  | 1 | 18 | 30 | 86 | 0,348 |

Legenda:
  Ammesso agli spareggi per la Druga Liga 1959-1960.
      Promosso in Druga Liga 1959-1960.
      Retrocesso nella divisione inferiore.
Note:
Due punti a vittoria, uno a pareggio, zero a sconfitta.

## Spareggi-promozione
Le vincitrici dei gironi della terza divisione 1958-59 vennero divise in quattro gruppi per conquistare i quattro posti per la Druga Liga 1959-1960. La squadra slovena venne inserita nel "primo gruppo ovest".
Primo gruppo Ovest
- Branik Maribor (1º in Slovenska liga)
- Tekstilac Zagreb (1º in Zagrebačka zona)
- Segesta Sisak (1º in zona Karlovac−Sisak)
- Varteks Varaždin (1º in zona Varaždin−Bjelovar)
- Uljanik Pula (1º in zona Rijeka-Pula)

| Squadra            | Pt | G | V | N | P | GF | GS | QR    |
| ------------------ | -- | - | - | - | - | -- | -- | ----- |
| Varteks Varaždin   | 15 | 8 | 7 | 1 | 0 | 27 | 6  | 4,500 |
| Branik Maribor     | 11 | 8 | 5 | 1 | 2 | 25 | 15 | 1,666 |
| Segesta            | 10 | 8 | 5 | 0 | 3 | 19 | 12 | 1,583 |
| Tekstilac Zagabria | 4  | 8 | 2 | 0 | 6 | 19 | 35 | 0,542 |
| Uljanik            | 0  | 8 | 0 | 0 | 8 | 6  | 26 | 0,230 |

|           | Var  | Bra  | Seg  | Tek  | Ulj  |
| --------- | ---- | ---- | ---- | ---- | ---- |
| Varteks   | –––– | 3−2  | 1−0  | 7−1  | 5−0  |
| Branik    | 1−1  | –––– | 2−1  | 6−4  | 5−1  |
| Segesta   | 0−3  | 3−2  | –––– | 6−1  | 3−0  |
| Tekstilac | 1−5  | 2−6  | 2−4  | –––– | 5−1  |
| Uljanik   | 1−2  | 0−1  | 1−2  | 2−3  | –––– |

Legenda:
      Promosso in Prva Liga 1959-1960.
Regolamento:
Due punti a vittoria, uno a pareggio, zero a sconfitta.